# Panna Maria Foyenská
Panna Maria Foyenská je kopie vlámské nebo francouzské gotické sošky stojící panny Marie s Ježíškem, zvané francouzsky Notre-Dame de Foy podle místa původu Foy le-Notre-Dame v jižní Belgii . 

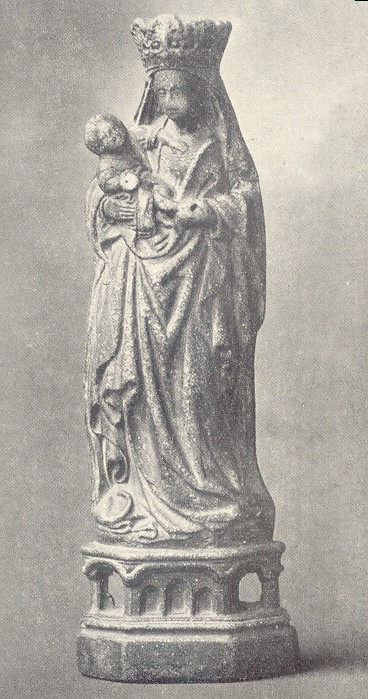
Soška Notre-Dame-de-Foy, kostel ve Foy, stav před první světovou válkou

## Legenda a originál
Sošku podle legendy nalezl valonský dřevorubec, když roku 1609 kácel dub poblíž své rodné obce Foy. Hliněnou sošku vyzvedl a přinesl do vsi, kde se k ní modlili místní věřící katolíci. Zjistili, že jim modlitba přináší milosti, což znamenalo, že jim pomáhá. Pověst milostné sošky a její kopie se rychle šířily ve válečném utrpení Třicetileté války na územích rozdělených vírou mezi katolíky a protestanty. 
Domnělý originál sošky je dosud uctíván na pravém bočním oltáři poutního kostela Panny Marie ve valonské obci Foy (francouzsky Foy le Notre-Dame), připojené v nové době k městu Dinant. Odtamtud se šířily kopie sošky po roce 1609 do střední Evropy, zejména prostřednictvím katolických činitelů, vojenských velitelů Katolické ligy a členů řádu jezuitů.  Je uctívána kromě Nizozemí a Belgie v zemích bývalé habsburské monarchie a v Německu, například v kostele Bürgersaalkirche v Mnichově, kde přečkala požár za druhé světové války, a proto bývá nazývána Ohnivá madona (německy Feuer-Madonna). 
Druhá skupina sošek téhož typu, pravděpodobně starších a v detailech odlišných, je odvozena ze stříbrné votivní sošky ze 14. století, uctívané ve francouzském kostele Saint Vaast ve městě Bailleul.

## České kopie

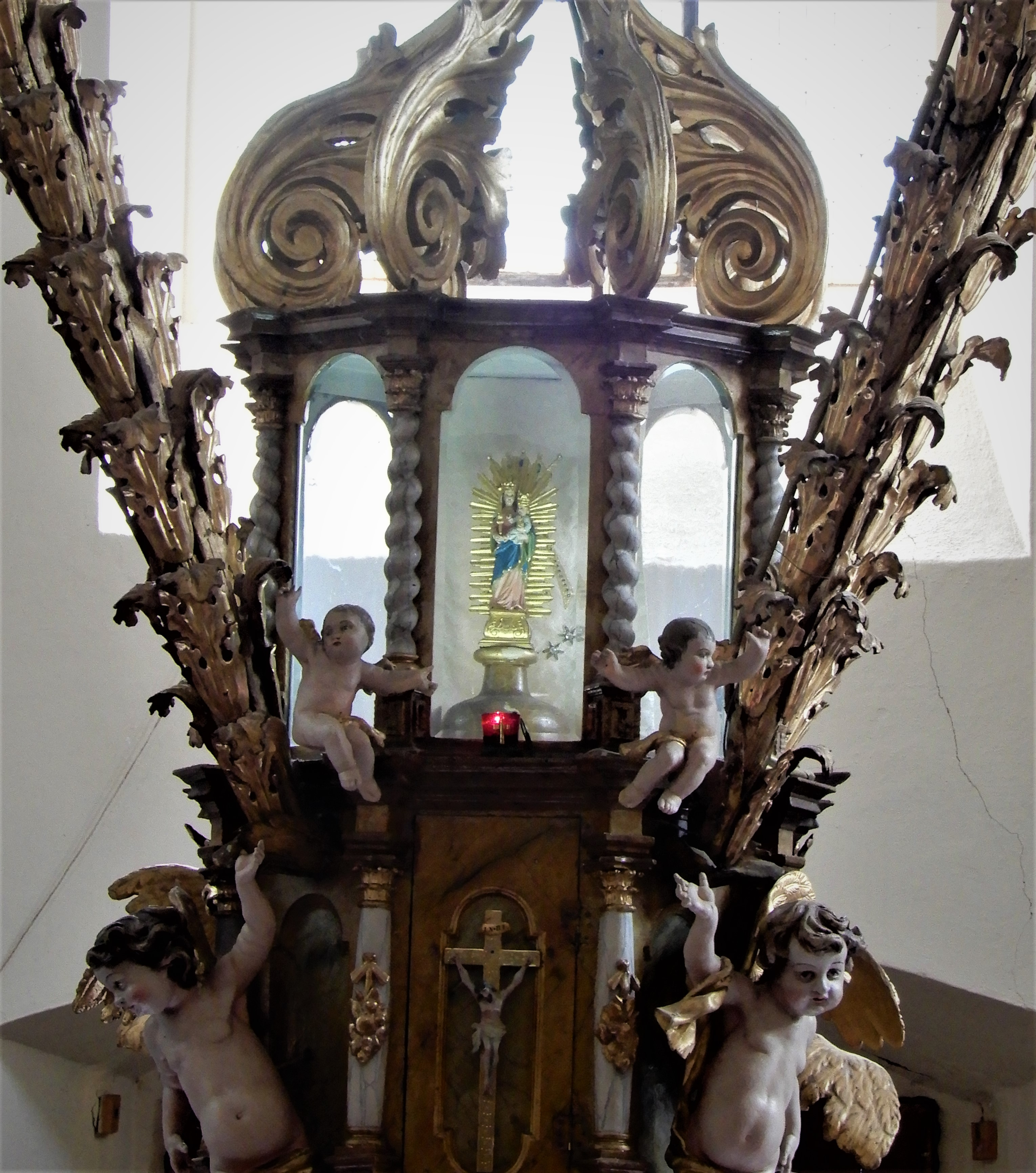
Soška Panny Marie Foyenské ve svatostánku, kostel Jména Panny Marie (Lomec)

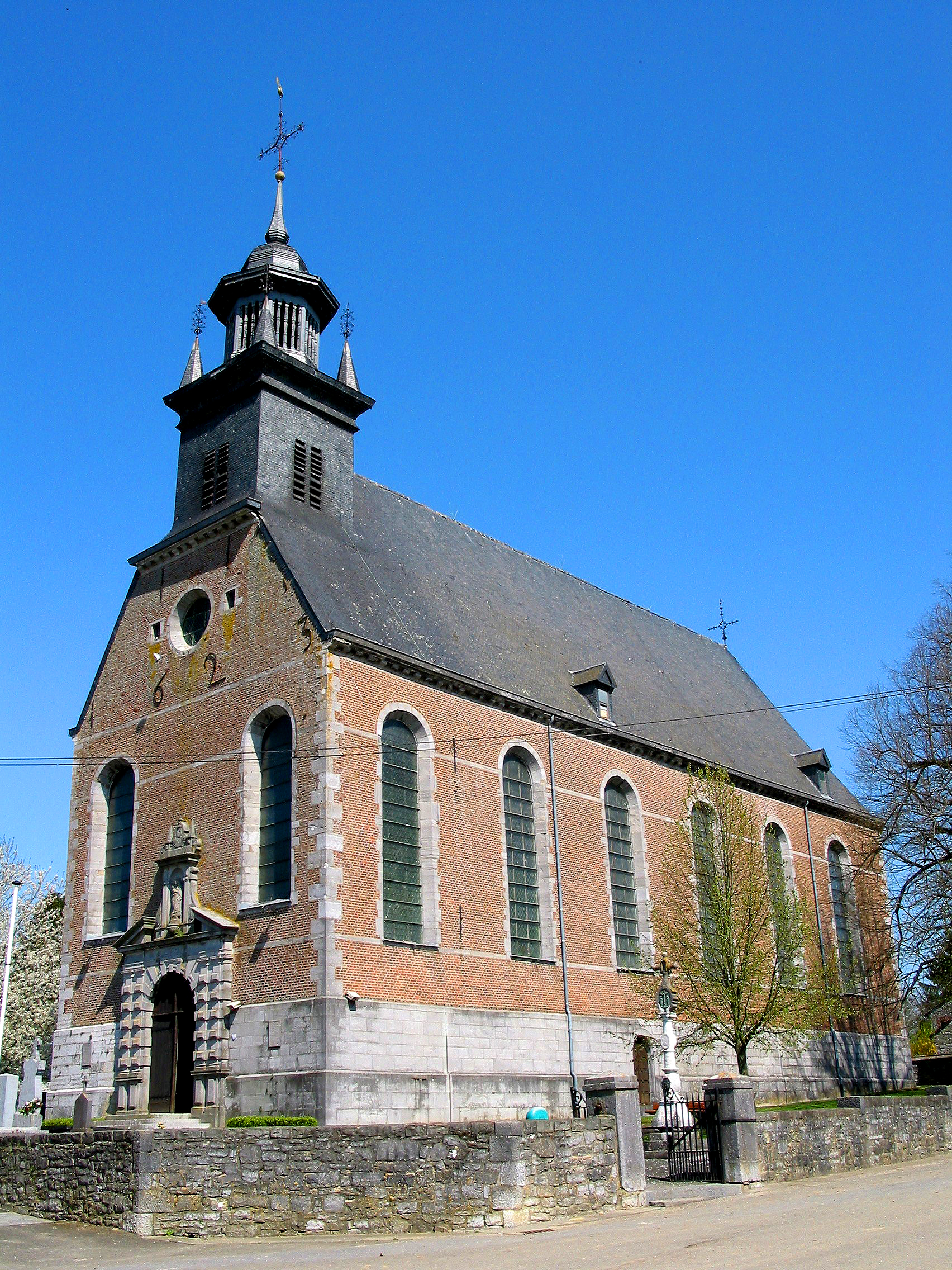
Poutní kostel Notre-Dame ve Foy, kde je soška uctívána

České kopie foyenské sošky jsou zatím známy tři: všechny jsou řezané ze dřeva po roce 1609. Písemnými prameny se vztahují k foyenskému původu, ale umístění Ježíška je oproti originálu zrcadlově obrácené: sedí na Mariině levé paži..

### Praha
První kopii sošky do Prahy přivezli jezuité a roku 1630 ji posvětil pražský arcibiskup Arnošt Harrach. Později ji jezuité z malostranské koleje přemístili na severní oltář Navštívení Panny Marie v presbytáři kostela sv. Mikuláše na Malé Straně, kde je v zaskleném stříbrném rámu uctívána dosud.

### Lomec u Vodňan
Druhou kopii sošky přivezl v poslední třetině 17. století hrabě Karel Filip Buquoy (1636-1690), údajně přímo z Foy-le Notre-Dame. Jeho syn pro ni dal postavit mariánský kostel v Lomci u Vodňan.

### Vojslavice
Třetí doložený exemplář foyenské sošky získali premonstráti ze Želiva asi roku 1723 a umístili ji na oltář mariánského kostela ve Vojslavicích na Pelhřimovsku.

### Další kopie
Není vyloučeno, že v českých zemích existují i další kopie foyenské madony, jejichž původ byl zapomenut nebo dosud nebyly správně identifikovány.